# TT382
La tombe thébaine TT 382 est située à Gournet Mourraï, dans la nécropole thébaine, sur la rive ouest du Nil, face à Louxor en Égypte.
C'est la sépulture d'Ousermontou, premier prophète de Montou, à la période ramesside.